# Noel Brotherston
Noel Brotherston (Dundonald, 18 de novembro de 1956 — 6 de maio de 1995) foi um futebolista norte-irlandês que atuava como ponta.

## Carreira
Noel Brotherston fez parte do elenco da Seleção Norte-Irlandesa de Futebol, da Copa do Mundo FIFA de 1982.